# 山口栄一
山口 栄一（やまぐち えいいち、1955年 - ）は、日本の物理学者、イノベーション政策学者。京都大学名誉教授。

## 略歴
〈出典：〉
1955年福岡県福岡市生まれ。1973年東京都立立川高等学校卒業。1977年東京大学理学部物理学科卒業。1979年同大学院理学系研究科物理学専攻修士課程修了、1984年東京大学より理学博士の学位を取得。米国ノートルダム大学客員研究員（1984-1985）、NTT基礎研究所主幹研究員（-1998）、フランス IMRA Europe招聘研究員（1993-1998）、21世紀政策研究所研究主幹（-2003）、同志社大学教授（2003-2014）、英国ケンブリッジ大学クレアホール客員フェロー（2008-2009）などを経て、京都大学大学院思修館教授（2014-2020）。2020年京都大学名誉教授・京都大学産官学連携本部特任教授および立命館大学招聘客員教授。専門はイノベーション理論・物性物理学。

## 著書
- 『試験管の中の太陽 常温核融合に挑む』講談社 1993
- 『イノベーション 破壊と共鳴』NTT出版 2006
- 『死ぬまでに学びたい5つの物理学』筑摩書房 筑摩選書 2014
- 『イノベーションはなぜ途絶えたか 科学立国日本の危機』ちくま新書 2016
- 『物理学者の墓を訪ねる ひらめきの秘密を求めて』日経BP社 2017
- 『Innovation Crisis: Successes, Pitfalls, and Solutions in Japan』Pan Stanford Publishing 2019

### 編著書
- 『JR福知山線事故の本質 企業の社会的責任を科学から捉える』編著 NTT出版 2007
- 『FUKUSHIMAレポート-原発事故の本質』編著 日経BPコンサルティング 2012
- 『イノベーション政策の科学 SBIRの評価と未来産業の創造』編著 東京大学出版会 2015